# 文选德
文选德（1944年2月—），笔名闻轩，湖南石门人，中华人民共和国政治人物。

## 生平
祖籍石门县蒙泉镇，曾在湖南师范学院就读，1965年11月加入中国共产党。1992年加入中国作家协会。历任共青团湖南省委副书记；湖南省文化厅副厅长；湖南省委宣传部副部长；中共益阳地委书记；湖南省广播电视厅厅长；中共湖南省委常委、省委宣传部部长，中共湖南省委副书记；湖南省政协副主席等职。

## 著作
- 《所有制断想》
- 《科学社会主义概说》
- 《中华二十六史简说》
- 《读史随笔》